# دی‌سولفور دی‌فلورید
دی‌سولفور دی‌فلورید (به انگلیسی: Disulfur difluoride) با فرمول شیمیایی S۲F۲ یک ترکیب شیمیایی با شناسه پاب‌کم ۱۲۳۳۲۳ است. که جرم مولی آن ۱۰۲٫۱۲۷ g/mol می‌باشد. شکل ظاهری این ترکیب، جامد سیاه و آبی است.